# Mayer Candelo
Mayer Candelo, né le 20 février 1977 à Cali (Colombie), est un footballeur colombien, qui évolue au poste de milieu offensif au Millonarios. Au cours de sa carrière, il évolue au Deportivo Cali, au Vélez Sársfield, à Cortuluá, au Deportes Tolima, à l'Universidad de Chile, à l'Universitario, à Juan Aurich et à César Vallejo ainsi qu'en équipe de Colombie.
Candelo ne marque aucun but lors de ses onze sélections avec l'équipe de Colombie entre 1999 et 2003. Il participe à la Gold Cup en 2000 avec la Colombie.

## Palmarès

### En équipe nationale
- 11 sélections et 0 but avec l'équipe de Colombie entre 1999 et 2003
- Finaliste de la Gold Cup 2000

### Avec le Deportivo Cali
- Vainqueur du Championnat de Colombie en 1996 et 1998

### Avec l'América Cali
- Vainqueur du Championnat de Colombie en 2001

### Avec l'Universitario
- Vainqueur du Championnat du Pérou en 2008 (Tournoi d'ouverture)

### Avec Millonarios
- Vainqueur du Championnat de Colombie en 2012 (Tournoi de clôture)
- Vainqueur de la Coupe de Colombie en 2011